# Mark Taylor (Eishockeyspieler)
Mark C. Taylor (* 26. Januar 1958 in Vancouver, British Columbia) ist ein ehemaliger kanadischer Eishockeyspieler, der im Verlauf seiner aktiven Karriere zwischen 1976 und 1993 unter anderem 215 Spiele für die Philadelphia Flyers, Pittsburgh Penguins und Washington Capitals in der National Hockey League (NHL) auf der Position des Centers bestritten hat.

## Karriere
Als Nachwuchsspieler gehörte Mark Taylor in der Saison 1975/76 zu den erfolgreichsten Scorern in der British Columbia Junior Hockey League (BCJHL), einer Juniorenliga der zweiten Kategorie, und kam vereinzelt auch in der höherklassigen Western Canada Hockey League (WCHL) zum Einsatz. Ab 1976 studierte er an der University of North Dakota (UND) und war parallel für deren Eishockeyteam im Spielbetrieb der National Collegiate Athletic Association (NCAA) aktiv. Nachdem er mit dem Team in der Spielzeit 1978/79 bereits den Conference-Titel der Western Collegiate Hockey Association (WCHA) gewinnen konnte, im Finale um die NCAA-Championship aber noch der University of Minnesota unterlegen gewesen war, führte er die Mannschaft ein Jahr später als Kapitän zum Gewinn der Championship. In seinen vier Jahren an der Universität erzielte er 97 Tore und gab 168 Vorlagen. Damit war er der erfolgreichste Scorer der UND, bis Greg Johnson 13 Jahre später einen neuen Rekord aufstellte.
Bereits beim NHL Amateur Draft 1978 hatten sich die Philadelphia Flyers die Rechte an Taylor für die National Hockey League (NHL) gesichert. Sie wählten ihn in der sechsten Runde an 100. Position aus. Nach seinem Universitätsabschluss wurde er in der Saison 1980/81 und dem Großteil der Spielzeit 1981/82 zunächst bei den Maine Mariners, dem Farmteam der Flyers in der American Hockey League (AHL), eingesetzt. Bei einem Heimspiel gegen Pittsburgh debütierte er am 20. Dezember 1981 für die Flyers in der NHL. In der Saison 1982/83 war er dann erstmals Stammspieler in der NHL, wenngleich er den Start der Saison wegen einer Verletzung verpasst hatte und auch zum Ende der Spielzeit noch einmal ausfiel.
Im Oktober 1983 wurde Taylor gemeinsam mit Ron Flockhart und Andy Brickley im Austausch mit Rich Sutter sowie unter Einbeziehung mehrere Draft-Picks beider Seiten an die Pittsburgh Penguins abgegeben, für die er knapp zwei Jahre auflief. Im Spiel bei den New York Rangers am 29. März 1984 erzielte er für die Penguins seinen ersten und einzigen Hattrick in der NHL. Im März 1985 wurde er zu den Washington Capitals transferiert, die im Gegenzug Jim McGeough erhielten. Dort konnte er sich nicht dauerhaft im NHL-Kader halten und wurde immer häufiger im AHL-Farmteam Binghamton Whalers eingesetzt, bis sein Vertrag im Jahr 1987 auslief.
Taylor entschied sich, seine Karriere in Europa fortzusetzen und schloss sich dem EHC Uzwil in der Schweizer Nationalliga B an. In der Saison 1989/90 übernahm er dort die Position eines Spielertrainers, konnte den Abstieg der Mannschaft aber nicht verhindern. In dieser Spielzeit absolvierte er zudem ein Länderspiel für die kanadische Nationalmannschaft. Nach einem weiteren Jahr in der Schweiz, beim SC Herisau, wechselte der Stürmer im Sommer 1991 zum HC Bozen, den er aber schon wenig später wieder verließ.
Am 30. Oktober 1991 wurde Taylor vom ECD Sauerland aus der 2. Bundesliga in Deutschland verpflichtet, der mit sieben Niederlagen in Folge in die Saison gestartet war. Anfangs war er beim ECD nach der Entlassung von Coach Jozef Golonka wie schon in Uzwil als Spielertrainer tätig. Zwei Wochen später wurde mit Bruce Keller ein neuer Cheftrainer verpflichtet. Nach einer neuerlichen Niederlagenserie zu Beginn der Relegationsspiele wurde Taylor am 4. Februar 1992 suspendiert, weil er die Autorität des Coaches untergraben haben soll. Auf Drängen seiner Teamkollegen wurde die Suspendierung sechs Tage später revidiert. Wiederum zwölf Tage später trat Keller zurück und Taylor schlüpfte ein weiteres Mal in die Rolle des Spielertrainers. Unter seiner Leitung stieg die Mannschaft sportlich ab, konnte sich aber wegen des Rückzugs des EV Füssen in der Liga halten.
Taylor absolvierte in der Saison 1992/93 noch fünf Partien für den SC Rapperswil-Jona, bevor er seine Karriere beendete.
Als Trainer trat Mark Taylor ab 2015 wieder in Erscheinung, als er über seine Töchter Headcoach eines Frauen-Nachwuchsteams in seiner Heimatstadt Vancouver wurde. Seit 2020 trainiert er das weibliche U18-Team einer Eishockey-Akademie. Außerdem führt er ein Eishockey-Fachgeschäft.

## Erfolge und Auszeichnungen
| - 1979 WCHA-Meisterschaft mit der University of North Dakota - 1979 NCAA-Championship All-Tournament Team - 1980 WCHA-Meisterschaft mit der University of North Dakota - 1980 WCHA First All-Star Team | - 1980 NCAA-Division-I-Championship mit der University of North Dakota - 1991 Bester Vorlagengeber der Nationalliga-B-Hauptrunde - 1993 Aufnahme in die Hall of Fame der North Dakota Fighting Hawks |

## Karrierestatistik
(Legende zur Spielerstatistik: Sp oder GP = absolvierte Spiele; T oder G = erzielte Tore; V oder A = erzielte Assists; Pkt oder Pts = erzielte Scorerpunkte; SM oder PIM = erhaltene Strafminuten; +/− = Plus/Minus-Bilanz; PP = erzielte Überzahltore; SH = erzielte Unterzahltore; GW = erzielte Siegtore; 1 Play-downs/Relegation; Kursiv: Statistik nicht vollständig)

## Familie
Mark Taylor ist ein Enkelsohn von Cyclone Taylor, der zu Beginn des 20. Jahrhunderts als einer der ersten Stars des professionellen Eishockeys galt und im Jahr 1947 in die Hockey Hall of Fame aufgenommen wurde. Zudem ist er ein Onkel des Eishockeyspielers Trevor Cox.